# Guluk Guluk (plaats)
Guluk Guluk is een bestuurslaag in het regentschap Sumenep van de provincie Oost-Java, Indonesië. Guluk Guluk telt 14.839 inwoners (volkstelling 2010).